# Betelgeuse
Betelgeuse, også kaldet Alfa Orionis, er en variabel stjerne i stjernebilledet Orion. Stjernens præcise afstand fra Solen er ikke kendt, men anslås til gennemsnitligt at være 640 lysår med en usikkerhed på ± 150 lysår.
 
fra Jorden: Betelgeuse er den næstklareste stjerne i stjernebilledet Orion, og den tiendeklareste stjerne på hele nattehimlen. Normalt tildeles stjernerne i et stjernebillede bogstaver fra det græske alfabet efter faldende klarhed, men Betelgeuse (med bogstavet alfa) overstråles faktisk af Rigel, som har fået bogstavet beta i Orion-stjernebilledet.

## Særlige kendetegn
Betelgeuse er en stjerne af den type, der kaldes for røde superkæmper, og var den første stjerne ud over solen som blev fotograferet som andet og mere end blot en lysprik; det skete ved hjælp af et interferometer. Betelgeuse udviser den næststørste vinkeldiameter set fra Jorden, kun overgået af vores egen Sol samt R Doradus.
Betelgeuses diameter varierer – den er faldet ca. 15% indenfor de sidste 15 år. 
Hvis Betelgeuse byttede plads med vores egen Sol, ville omløbsbanerne for Merkur, Venus, Jorden og Mars ligge "inden i" Betelgeuse. I 75 år blev Betelgeuse anset for at være himlens største stjerne, men overgås i størrelse af R Doradus.
Et andet særligt kendetegn ved Betelgeuse er dens gigantiske konvektionsceller, der modsvarer granulationen på overfladen af solen, men er mange størrelsesordner større end på solen og ikke direkte detekteret på andre stjerner: De første indikationer på eksistensen af sådanne celler på Betelgeuse kom med observationer foretaget af Hubble-rumteleskopet i 1996. 
Betelgeuses konvektionsceller menes i sin tur at give ophav til et magnetfelt, der efter at have været teoretisk forudsagt, første gang blev bekræftet af observationer i 2010 og efterfølgende er løbende blevet observeret.

## Mulig kandidat for type II-supernova
Med en masse på mindst 10 solmasser (beregninger viser en sandsynlig masse på 17-18 solmasser), er det næsten sikkert, at Betelgeuse ender sine "dage" i en såkaldt type II-supernova-eksplosion, om end det ikke kan udelukkes, at den ender med at blive til en særlig sjælden, ilt- og neon-holdig hvid dværg-stjerne.
Selv om Betelgeuse skulle ende som en supernovaeksplosion, er den for langt væk til at udgøre en trussel for livet på Jorden. Set herfra vil en sådan eksplosion ses som en skarp lysplet med omtrent samme farve som lyset fra en glødelampe, og lyset fra den vil være sammenligneligt med måneskin; man vil kunne læse sin avis i lyset fra Betelgeuse. Selv om dagen vil man kunne se denne stjerne på himlen.
I løbet af månederne efter eksplosionen vil lyset gradvist aftage, indtil stjernen forsvinder helt fra nattehimlen, og Orion vil derefter være foruden sin "skulder".